# Felzins
Felzins é uma comuna francesa na região administrativa de Occitânia, no departamento de Lot. Estende-se por uma área de 15,00 km². Em 2010 a comuna tinha 459 habitantes (densidade: 30,6 hab./km²).